# Erik Lindh (Segler)
Erik Aleksander Lindh (* 1. Mai 1865 in Hämeenkoski; † 1. Dezember 1914 in Juva) war ein finnischer Segler.

## Erfolge
Erik Lindh, der Mitglied im Wiborgs Läns Segelförening war, nahm an den  Olympischen Spielen 1912 in Stockholm in der 10-Meter-Klasse als Crewmitglied der Nina teil. Bei der in Nynäshamn stattfindenden Regatta schloss die Nina die erste Wettfahrt auf dem zweiten und die zweite Wettfahrt auf dem dritten Platz ab. Da die Gallia II aus dem Russischen Kaiserreich ebenfalls einen zweiten und einen dritten Platz erreichte, kam es zwischen beiden Booten zu einem Stechen, in dem sich die Nina durchsetzte. Damit erhielt Lindh neben den übrigen Crewmitgliedern Waldemar Björkstén, Jacob Björnström, Bror Brenner, Allan Franck, Aarne Pekkalainen sowie Skipper Harry Wahl die Silbermedaille.